# Cyclo-cross de la Citadelle
Il Cyclo-cross de la Citadelle (nl. Citadelcross) è una corsa in linea maschile e femminile di ciclocross che si svolge ogni anno nella Cittadella di Namur, in Belgio. Corso per la prima volta nel 2009, venne subito incluso nel calendario del Gazet van Antwerpen Trofee; dal 2011 è parte del calendario di coppa del mondo.

## Albo d'oro

### Uomini Elite
Aggiornato all'edizione 2023.
| Anno | Vincitore              | Secondo           | Terzo                |
| ---- | ---------------------- | ----------------- | -------------------- |
| 2009 | Niels Albert           | Sven Nys          | Zdeněk Štybar        |
| 2010 | Zdeněk Štybar          | Klaas Vantornout  | Kevin Pauwels        |
| 2011 | Sven Nys               | Niels Albert      | Klaas Vantornout     |
| 2012 | Kevin Pauwels          | Sven Nys          | Niels Albert         |
| 2013 | Francis Mourey         | Klaas Vantornout  | Niels Albert         |
| 2014 | Kevin Pauwels          | Lars van der Haar | Philipp Walsleben    |
| 2015 | Mathieu van der Poel   | Wout Van Aert     | Kevin Pauwels        |
| 2016 | Mathieu van der Poel   | Wout Van Aert     | Kevin Pauwels        |
| 2017 | Wout Van Aert          | Toon Aerts        | Mathieu van der Poel |
| 2018 | Mathieu van der Poel   | Wout Van Aert     | Toon Aerts           |
| 2019 | Mathieu van der Poel   | Toon Aerts        | Corné van Kessel     |
| 2020 | Mathieu van der Poel   | Wout Van Aert     | Thomas Pidcock       |
| 2021 | Michael Vanthourenhout | Thomas Pidcock    | Toon Aerts           |
| 2022 | Non disputata          | Non disputata     | Non disputata        |
| 2023 | Thomas Pidcock         | Pim Ronhaar       | Joris Nieuwenhuis    |

### Donne Elite
Aggiornato all'edizione 2023.
| Anno | Vincitrice                 | Seconda                    | Terza             |
| ---- | -------------------------- | -------------------------- | ----------------- |
| 2009 | Daphny van den Brand       | Pavla Havlíková            | Helen Wyman       |
| 2010 | Sanne van Paassen          | Daphny van den Brand       | Sanne Cant        |
| 2011 | Marianne Vos               | Lucie Chainel-Lefevre      | Katherine Compton |
| 2012 | Katherine Compton          | Kateřina Nash              | Marianne Vos      |
| 2013 | Katherine Compton          | Marianne Vos               | Nikki Harris      |
| 2014 | Kateřina Nash              | Marianne Vos               | Katherine Compton |
| 2015 | Nikki Harris               | Caroline Mani              | Eva Lechner       |
| 2016 | Kateřina Nash              | Eva Lechner                | Sophie de Boer    |
| 2017 | Evie Richards              | Nikki Brammeier            | Eva Lechner       |
| 2018 | Lucinda Brand              | Marianne Vos               | Annemarie Worst   |
| 2019 | Lucinda Brand              | Ceylin del Carmen Alvarado | Annemarie Worst   |
| 2020 | Lucinda Brand              | Clara Honsinger            | Denise Betsema    |
| 2021 | Lucinda Brand              | Denise Betsema             | Puck Pieterse     |
| 2022 | Non disputata              | Non disputata              | Non disputata     |
| 2023 | Ceylin del Carmen Alvarado | Lucinda Brand              | Puck Pieterse     |

### Uomini Under-23
Aggiornato all'edizione 2021.
| Anno | Vincitore                                        | Secondo                                          | Terzo                                            |
| ---- | ------------------------------------------------ | ------------------------------------------------ | ------------------------------------------------ |
| 2009 | Lubomír Petruš                                   | Róbert Gavenda                                   | Tom Meeusen                                      |
| 2010 | Arnaud Jouffroy                                  | Joeri Adams                                      | Jim Aernouts                                     |
| 2011 | Wietse Bosmans                                   | David van der Poel                               | Sven Beelen                                      |
| 2012 | Michiel van der Heijden                          | Emiel Dolfsma                                    | David van der Poel                               |
| 2013 | Wout Van Aert                                    | Mathieu van der Poel                             | Laurens Sweeck                                   |
| 2014 | Wout Van Aert                                    | Mathieu van der Poel                             | Laurens Sweeck                                   |
| 2015 | Eli Iserbyt                                      | Gioele Bertolini                                 | Quinten Hermans                                  |
| 2016 | Joris Nieuwenhuis                                | Quinten Hermans                                  | Thijs Aerts                                      |
| 2017 | Thomas Pidcock                                   | Eli Iserbyt                                      | Lucas Dubau                                      |
| 2018 | Thomas Pidcock                                   | Jakob Dorigoni                                   | Eli Iserbyt                                      |
| 2019 | Kevin Kuhn                                       | Ryan Kamp                                        | Jakob Dorigoni                                   |
| 2020 | non disputato a causa della pandemia di COVID-19 | non disputato a causa della pandemia di COVID-19 | non disputato a causa della pandemia di COVID-19 |
| 2021 | Pim Ronhaar                                      | Niels Vandeputte                                 | Mees Hendrikx                                    |

### Uomini Juniors
Aggiornato all'edizione 2021.
| Anno | Vincitore                                        | Secondo                                          | Terzo                                            |
| ---- | ------------------------------------------------ | ------------------------------------------------ | ------------------------------------------------ |
| 2009 | Jens Adams                                       | Jens Vandekinderen                               | Joeri Hofman                                     |
| 2010 | Quentin Jauregui                                 | Laurens Sweeck                                   | Daan Soete                                       |
| 2011 | Mathieu van der Poel                             | Quentin Jauregui                                 | Daan Soete                                       |
| 2012 | Logan Owen                                       | Curtis White                                     | Gianni Van Donink                                |
| 2013 | Yannick Peeters                                  | Adam Ťoupalík                                    | Joris Nieuwenhuis                                |
| 2014 | Johan Jacobs                                     | Eli Iserbyt                                      | Simon Andreassen                                 |
| 2015 | Jappe Jaspers                                    | Jens Dekker                                      | Tanguy Turgis                                    |
| 2016 | Thomas Pidcock                                   | Antoine Benoist                                  | Maxime Bonsergent                                |
| 2017 | Loris Rouiller                                   | Ryan Kamp                                        | Ben Tulett                                       |
| 2018 | Ryan Cortjens                                    | Ben Tulett                                       | Witse Meeussen                                   |
| 2019 | Thibau Nys                                       | Dario Lillo                                      | Rémi Lelandais                                   |
| 2020 | non disputato a causa della pandemia di COVID-19 | non disputato a causa della pandemia di COVID-19 | non disputato a causa della pandemia di COVID-19 |
| 2021 | David Haverdings                                 | Kenay De Moyer                                   | Corentin Lequet                                  |

### Donne Juniors
Aggiornato all'edizione 2021.
| Anno | Vincitrice                                       | Seconda                                          | Terza                                            |
| ---- | ------------------------------------------------ | ------------------------------------------------ | ------------------------------------------------ |
| 2020 | non disputato a causa della pandemia di COVID-19 | non disputato a causa della pandemia di COVID-19 | non disputato a causa della pandemia di COVID-19 |
| 2021 | Zoe Bäckstedt                                    | Leonie Bentveld                                  | Valentina Corvi                                  |